# Samuel Le Bihan
Samuel Le Bihan (ur. 5 stycznia 1965 w Avranches) – francuski aktor, reżyser, scenarzysta i producent filmowy, teatralny i telewizyjny.

## Życiorys
Jego rodzice żyli ze skromnych środków finansowych. Dorastał na przedmieściach Paryża. Jako dziecko marzył, że zostanie artystą, mechanikiem lub konstruktorem. Ostatecznie po namowie przyjaciół podjął naukę w CNSAD (Conservatoire National Superieur d'Art Dramatique) – Francuskim Państwowym Konserwatorium Sztuki Dramatycznej w Paryżu. Porzucił jednak szkołę i rozpoczął karierę boksera w Nowym Jorku, gdzie uczęszczał na kursy aktorskie w Actor's Studio.
Na srebrnym ekranie zaczynał od roli Xaviera w filmie Letni spacer (Promenades d'été, 1991). Został dostrzeżony w charakterystycznej roli fotografa w Krzysztofa Kieślowskiego Trzy kolory: Czerwony (Trois couleurs: Rouge, 1994). Za rolę Norberta w Kapitan Conan (Capitaine Conan, 1996) zdobył nominację do nagrody Cezara. Jest laureatem nagrody im. Jeana Gabina za kreację Antoine'a w melodramacie komediowym Salon piękności (Venus Beaute Institute, 1999). Sławę we Francji i Europie zawdzięcza roli wysłannika króla, żołnierza, podróżnika i uczonego Grégoire'a de Fronsac'a w filmie sensacyjnym Braterstwo wilków (Le Pacte des loups, 2001) i jako zakochany żonaty lekarz kardiolog, który niedługo będzie ojcem w thrillerze romantycznym Kocha... Nie kocha! (À la folie, 2002).
W latach 1995–1997 sprawdził się także jako aktor sceniczny na deskach jednego z najbardziej prestiżowych teatrów na świecie - La Comédie-Française. Za rolę Stanleya Kowalskiego w spektaklu Tennessee'go Williamsa Tramwaj zwany pożądaniem odebrał Nagrodę im. Moliera dla najlepszego aktora.
Zasiadał w jury Złotej Kamery na 75. MFF w Cannes (2022).

### Życie prywatne
W 2002 roku wziął ślub z modelką Danielą Beye. Jest ojcem Jules'a.

## Wybrana filmografia
- 2012: Dom w Bretanii (Cornouaille) jako Loïc
- 2007: Kanibale (Frontière(s)) jako Goetz
- 2005: Ostatni znak (The Last Sign) jako francuski inżynier
- 2004: Most przeznaczenia (The Bridge of San Luis Rey) jako Vicente
- 2002: 3 zero (Trois zéros) jako Manu
- 2002: Kocha... nie kocha! (À la folie... pas du tout) jako Loïc
- 2002: Kod (La Mentale) jako Dris
- 2002: Prywatne dochodzenie (Une affaire privée) jako Vincent Walt
- 2001: Braterstwo wilków (Le Pacte des loups) jako Grégoire de Fronsac
- 2000: Pod ostrzałem (Total western) jako Bédé
- 2000: Wielki świat (Jet Set) jako Mike
- 1999: Salon piękności (Vénus beauté) jako Antoine
- 1999: W nowej skórze (Peau neuve) jako Alain
- 1998: Nabici w butelkę (Restons groupés) jako Mathias
- 1997: Kuzyn (Le Cousin) jako Francis
- 1996: Kapitan Conan (Capitaine Conan) jako Norbert
- 1995: Francuzka (Une Femme française) jako Henri
- 1994: Trzy kolory: Czerwony (Trois couleurs: Rouge) jako Fotograf